# Milan (missile)
 (mai 2018).
Si vous disposez d'ouvrages ou d'articles de référence ou si vous connaissez des sites web de qualité traitant du thème abordé ici, merci de compléter l'article en donnant les références utiles à sa vérifiabilité et en les liant à la section « Notes et références ».
Pour les articles homonymes, voir Milan (homonymie).
Le Missile d’infanterie léger antichar NATO ou Milan est un missile antichar filoguidé développé conjointement par la France (Nord-Aviation) et l'Allemagne de l'Ouest (MBB), à la suite d’un accord de coopération de 1962 dans le cadre du GIE Euromissile, intégré plus tard dans MBDA. Il est construit sous licence en Espagne, Inde et Royaume-Uni. Son nom de Milan renvoie en français au nom vernaculaire désignant certains rapaces.

## Historique

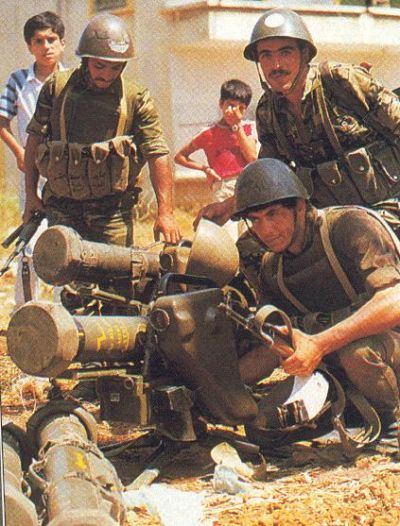
Équipe anti-char de l'armée de terre syrienne armée de missiles Milan durant la guerre du Liban en 1982.

Après des essais opérationnels à partir de 1971, le missile Milan a commencé à être déployé dans l’armée française à partir de 1973 en remplacement du missile ENTAC et du Nord SS.11. Les premiers stages pour les tireurs de missiles antichars dans l’armée de terre française commencent en 1974, chaque tireur a une allocation de deux tirs de missiles par an.
La première utilisation au combat a lieu le 6 juin 1976 lorsque l'armée libanaise équipée de quelques postes de tir tente de stopper l'intervention de l'armée syrienne dans la région de Beyrouth durant la guerre du Liban. Elle réussit à détruire plusieurs T-55 et T-62 avant d’être submergée par le nombre. Ce missile montre ainsi sa capacité à être utilisé en combat urbain et alors qu'il était considéré à l'origine comme exclusivement antichar et utilisé en rase campagne, sa polyvalence est démontrée lorsque les Phalanges libanaises l'utilisent contre les tireurs isolés s'abritant dans des immeubles le long de la ligne verte et l'armée syrienne contre des fortifications chrétiennes dans le Mont Liban. Il joue le rôle d'une « artillerie portable de fantassin » depuis dans les opérations où il est utilisé. 
Pendant la guerre des Malouines, l'infanterie britannique a fait usage de missiles Milan pour détruire des bunkers notamment fin mai 1982 lors de la bataille de Goose Green.  Un bataillon d'infanterie mécanisée de la British Army avait en dotation 24 postes de tirs et 200 missiles.
Durant la guerre Iran-Irak, les forces irakiennes l'utilisent avec succès contre les percées des unités blindées iraniennes équipées de chars de combat principaux M60 américains, Chieftain britanniques et de chars moyens chinois. Durant l'offensive irakienne de 1988 nommée l'Opération En Dieu nous croyons, moins de la moitié des tirs sont effectués contre des véhicules, il est utilisé en soutien d'infanterie contre toutes les formes de résistance rencontrées : positions retranchées, bunkers, nids de mitrailleuses... Durant ce conflit, il est utilisé pour gêner les hélicoptères iraniens à basse altitude et réussit à abattre au moins deux AH-1 Cobra. Dans les zones marécageuses du Chatt-el-Arab, il est utilisé contre les embarcations légères iraniennes.
Au 1er janvier 1987, sur 51 425 tirs, on note un bon fonctionnement de 95 % et un pourcentage d'impact de 92,5 % soit une efficacité globale de 87 %. Ce missile est considéré comme le plus performant dans sa catégorie au niveau mondial jusqu'aux années 1990.
En 2006, plus de 10 000 lanceurs et 350 000 missiles avaient été produits. En 2021, plus de 360 000 missiles ont été produits pour une quarantaine d’armées. Ils commencent à être remplacés par des missiles de conception plus récente de 4e et 5e génération mais son prix plus abordable fait qu'il continue à être fabriqué pour quelques clients.
Durant l'opération Serval au Mali entre janvier 2013 et août 2014, il y eut une sortie de champ et une rupture de fil sur 12 missiles tirés.
En 2004, un régiment d'infanterie français dispose de 14 postes de tir Milan et de 24 postes de tir Eryx.
En 2011, l'Armée de terre française dispose de 540 postes de tir, 350 en 2018, 435 au 1er juillet 2019, 457 en juillet 2020.
Dans l'armée française, il est en cours de replacement dans les années 2020 par l'Akeron MP.

## Description
Le missile Milan est un engin à système de guidage semi-automatique filoguidé. Stabilisé par rotation lente (12 tours par seconde), le Milan est guidé par infrarouge et est utilisable de jour comme de nuit.
Il est utilisé par l'infanterie par une équipe de tir comprenant théoriquement trois personnes. 
Le support de tir pour l'infanterie consiste en un trépied à hauteur réglable (de 25 à 50 cm) lorsque le missile est utilisé à terre. Ce trépied est remplacé par un affût monopode formant griffe de fixation du Milan lorsqu’il est embarqué. L’affût supporte un viseur optique et un système de contrôle de tir (commandes de tir et de réglages en site et azimut). Le missile est tiré à partir d’un tube de lancement formant en même temps emballage de stockage et de transport. Le missile est guidé sur toute sa trajectoire par un dispositif utilisant le rayonnement infrarouge émis par un traceur ou une balise électronique. Les ordres sont transmis par le fil de guidage.
Le tir de nuit est possible depuis 1980 grâce à une lunette infra-rouge MIRA à refroidissement cryogénique ajoutée au poste de tir, ou MILIS qui possède une unité interne de refroidissement.
- Pénétration : cible triple OTAN à 65° : 352 mm – probabilité d’atteinte de 95 % - 600 mm de blindage (missile milan 1 et 2), 800 mm de blindage (missile milan F2A et 3) ou 2,50 m de béton, 1 000 mm de blindage MILAN ER
- Durée du vol : 7 secondes (1 000 m) – 12,4 s (2 000 m)
- Cadence de tir : 2 ou 3 coups par minute

## Variantes
- Milan F1 : 1 charge, charge creuse (1972) calibre 103 mm, traceur pyrotechnique.
- Milan F2 : 1 charge, charge creuse (1984) calibre 115 mm, traceur pyrotechnique.
- Milan F2A : 2 charges creuses en tandem (1993), traceur pyrotechnique.
- Milan F3 : 2 charges creuses en tandem, lampe à éclats.
- Milan ER : missile à portée allongée à 3 000 m (2014), létalité renforcée.

Il y a eu, au début des années 1980 pour concurrencer le Apilas, un projet franco-ouest-allemand nommé AC300 Jupiter entre Luchaire et MBB. Cette version améliorée du LRAC F1 adapte une ogive de calibre de 115 mm du missile Milan 2 sur le lance-roquettes Armbrust. Il n'a pas donné lieu à une production en série.

## Radioactivité
Les premières générations de missile MILAN contiennent environ 2,7 grammes de thorium radioactif (10 kBq) qui est libéré tout au long du vol ainsi qu'à l'explosion du missile. Le thorium sert à produire la signature infra-rouge qui permet au poste de tir de localiser la position du missile après son lancement. La radiation produite par le missile Milan a motivé en 2001 l'armée allemande à prendre des précautions de sécurité après le tir d'un missile ainsi que d'interdire une éventuelle exploitation agricole dans les zones où un missile a été tiré. Néanmoins, il faudrait environ 100 tirs pour que le tireur soit irradié de manière à dépasser la limite légale de radiation en Allemagne[réf. nécessaire].
Au Canada, une étude des eaux entourant la base militaire de Shilo à Manitoba, base sur laquelle des missiles Milan ont été tirés, a mis en évidence des quantités faibles de thorium 232. Depuis 1999, les nouvelles versions du missile n'emportent pas de thorium.

## Utilisateurs

Carte des opérateurs MILAN actuels en bleu et anciennement en rouge.

Le Milan a été utilisé pendant des années par l’armée de terre française avec le HOT et l’Eryx ; la version ER est toutefois recalée en 2009. Le missile moyenne portée est alors développé afin de succéder au Milan, il dispose de nouvelles fonctions, dont la capacité « tire et oublie ».
Le Milan a été exporté dans de nombreux pays, 23 en 1984 en incluant la Chine, 41 en 2021, dont : Afrique du Sud, Allemagne, Australie, Belgique (retiré en 2010), Égypte, Estonie, Grèce, Royaume-Uni (Milan 2 construit sous licence par BAe Dynamics (en) pour 12 000 livres sterling l'unité), Syrie, Inde (construction sous licence par Bharat Dynamics Limited), Irlande, Italie, Kenya, Liban, Maroc, Mexique, Sénégal, Turquie, et l'Uruguay.
En 1977, la Syrie commande à la France 200 lanceurs et 4 400 missiles Milan. Leur livraison est effectuée en 1978 et 1979.
La guérilla du commandant Massoud en reçoit au moins 140 vers 1988 lors de l'intervention soviétique en Afghanistan ; provenant d'un pays non-identifié, ils seront utilisés essentiellement dans la vallée du Panchir. Le financement est assuré par l'Arabie saoudite et les États-Unis et des instructeurs français se rendront sur place pour la formation. la DGSE livrera une quarantaine de Milan à Massoud au début des années 1990 dans le cadre d'un plan visant à le soutenir politiquement.
La Libye sous le régime Kadhafi a affirmé son intention de passer un contrat d'un montant de 168 millions d'euros pour l'achat d'armement comportant ces missiles en juillet 2007, peu après la libération des soignants bulgares. La livraison de 100 missiles Milan aurait eu lieu en 2009 d'après l'institut international pour les études stratégiques.
Lors de la guerre civile syrienne, des lance-missiles Milan sont employés par l'armée syrienne. Certaines de ces armes sont capturées, puis utilisées par les rebelles et par les djihadistes de l'État islamique. La coalition internationale en livre également aux Forces démocratiques syriennes et aux peshmergas.
En 2014 et 2015, l'Allemagne fournit plusieurs centaines de Milan aux forces kurdes d'Irak (Peshmerga) luttant contre DAESH durant la guerre civile syrienne et la seconde guerre civile irakienne.
Fin février 2022, la France fourni quelques dizaines de missiles Milan aux forces ukrainiennes, trois postes de tir entre février et fin 2023, douze postes de tir entre janvier et le 6 juin 2024. L'Italie aurait également fourni des Milan.

### Utilisateurs actuels
- Afghanistan
- Afrique du Sud
- Allemagne
- Arménie
- Brésil
- Chypre
- Estonie (depuis 2004, surplus allemand, livraison en 2015 de missiles français[24])
- France 200 postes de tir seront mis à la vente en 2027[25]
- Égypte
- Grèce
- Inde (depuis le 20e siècle, contrat pour 4 100 Milan 2T en 2010[26], 3 000 en 2019[27])
- Irak
- Italie
- Kenya
- Liban (premier utilisateur au combat en 1976, 48 missiles livrés en 2015[28])
- Libye
- Macédoine du Nord
- Mauritanie
- Mexique
- Maroc
- Pakistan
- Portugal
- Qatar (Milan ER[29])
- Syrie (200 lanceurs et 4 400 missiles livrés en 1978-1979[30])
- Tchad
- Tunisie
- Turquie
- Ukraine (18 lanceurs fournis par la France[31] depuis 2022, et d'autres par l'Italie[32])
- Uruguay
- Yémen

### Anciens utilisateurs
- Australie
- Belgique (274 postes de tir en 1983[33], retrait en 2010[34])
- Espagne (mise à niveau au MILAN 2/2T puis retrait en 2012)
- Irlande
- Royaume-Uni (plus de 1 000 postes de tir et 50 000 Milan 2)
- Singapour

## Galerie

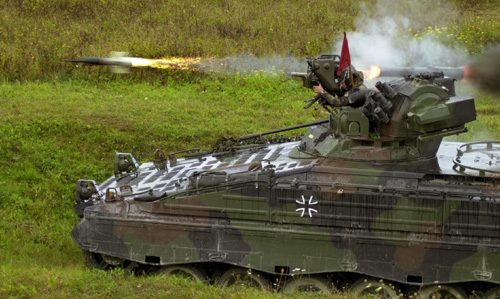
Un véhicule de combat d'infanterie Marder 1A3 d'un bataillon de Panzergrenadier tirant un missile Milan en 2004.
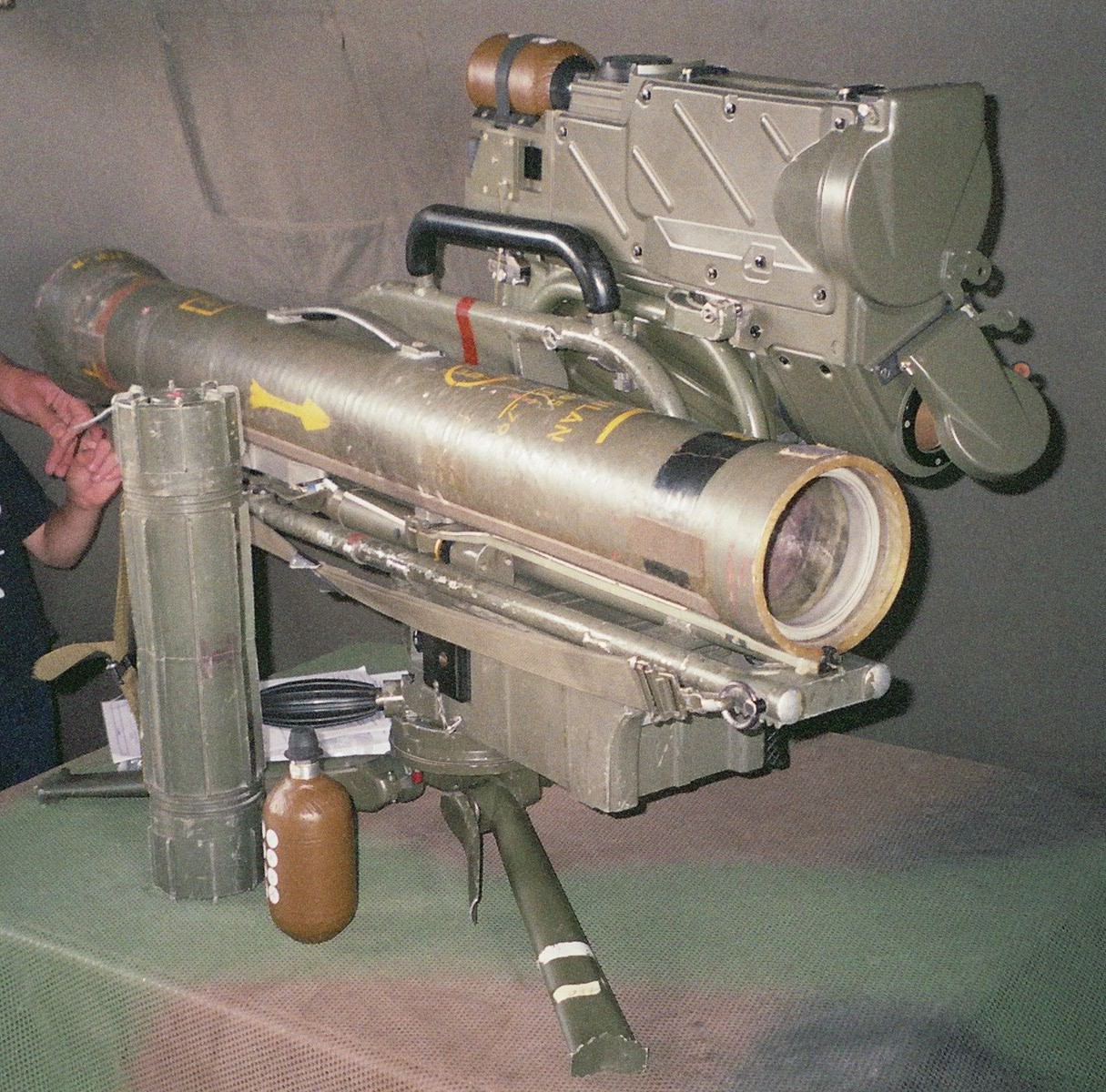
Poste de tir terrestre Milan.
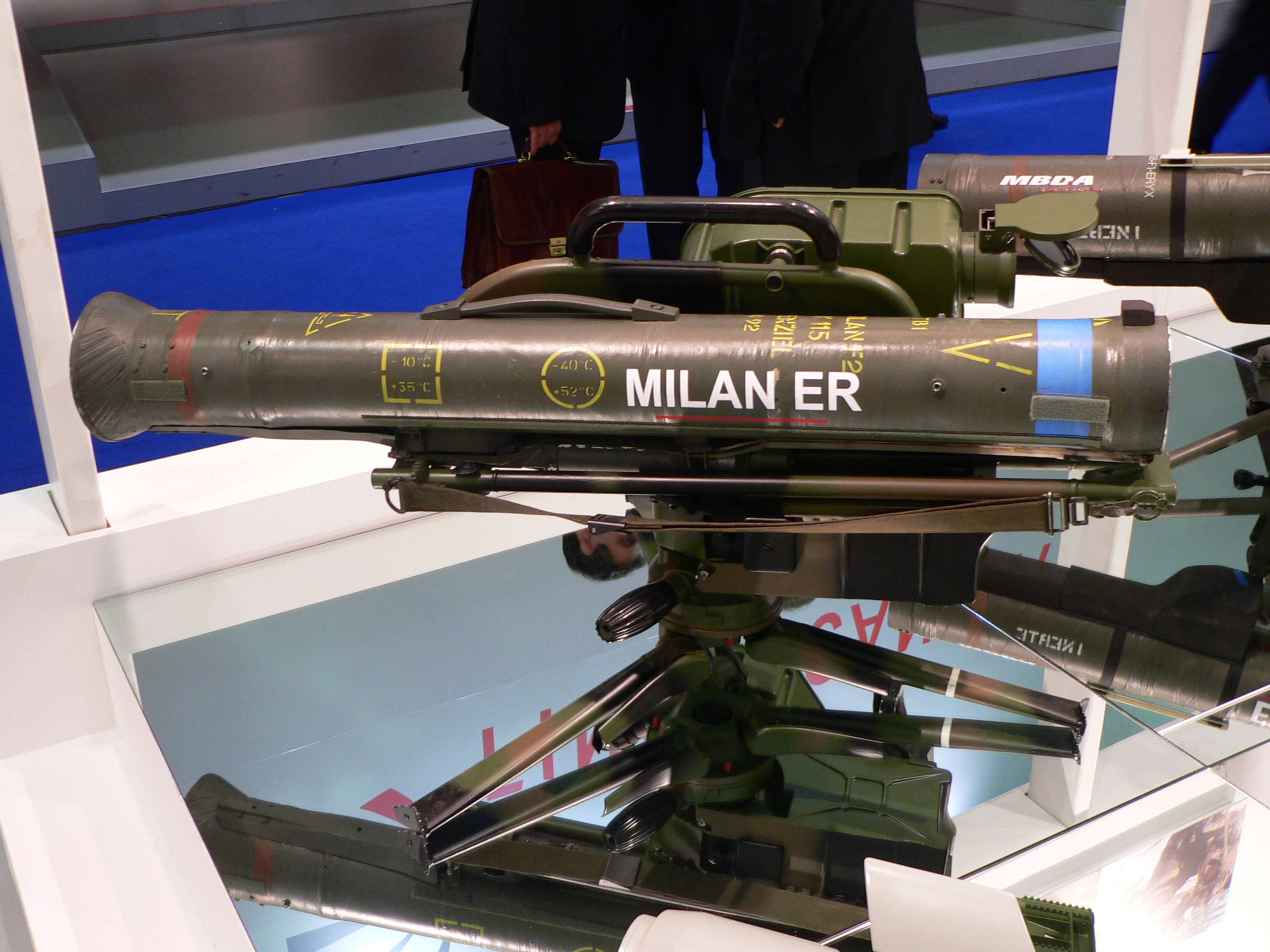
Milan ER.
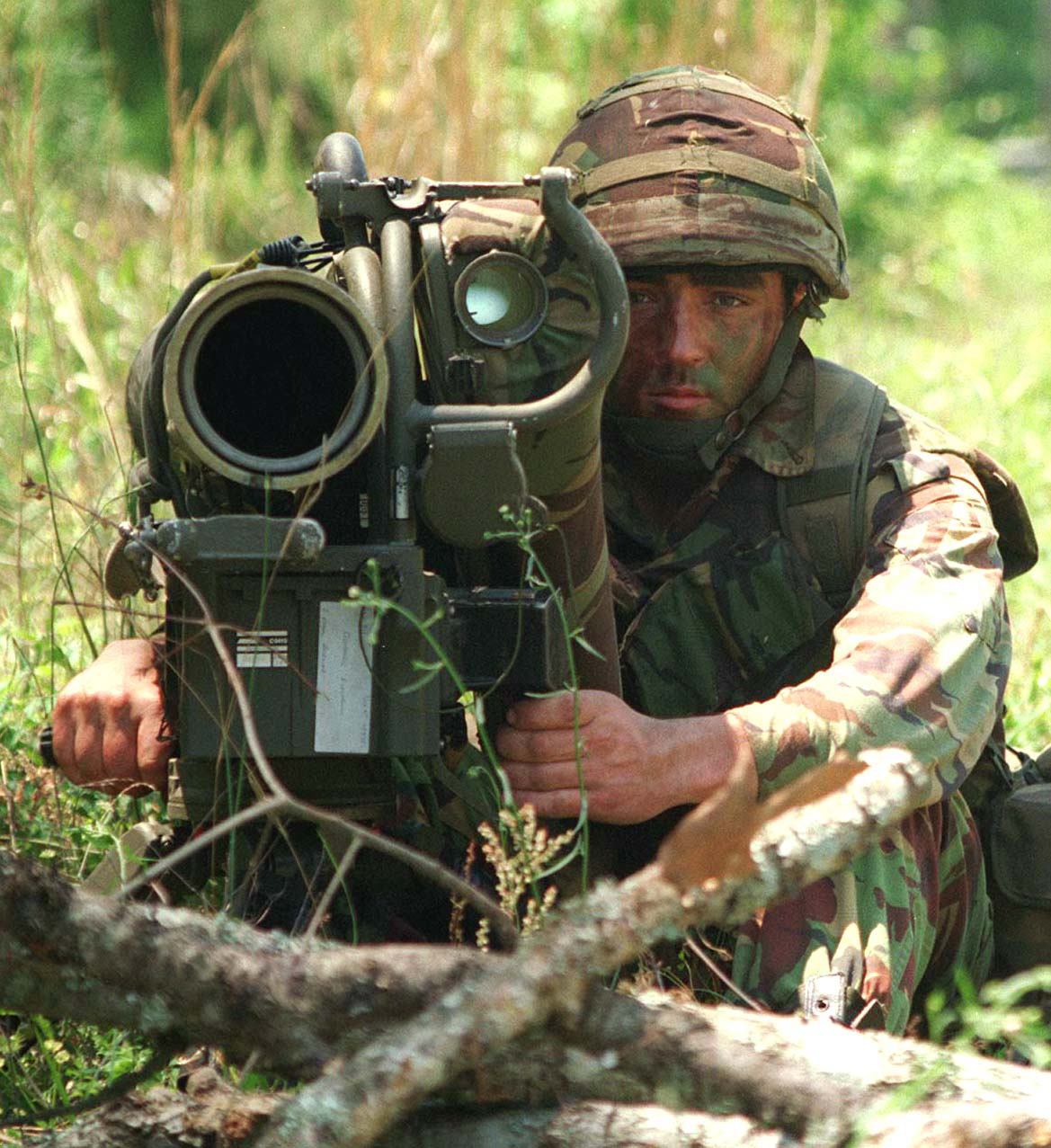
Un Royal Marine en 1995 avec un poste de tir Milan de face.
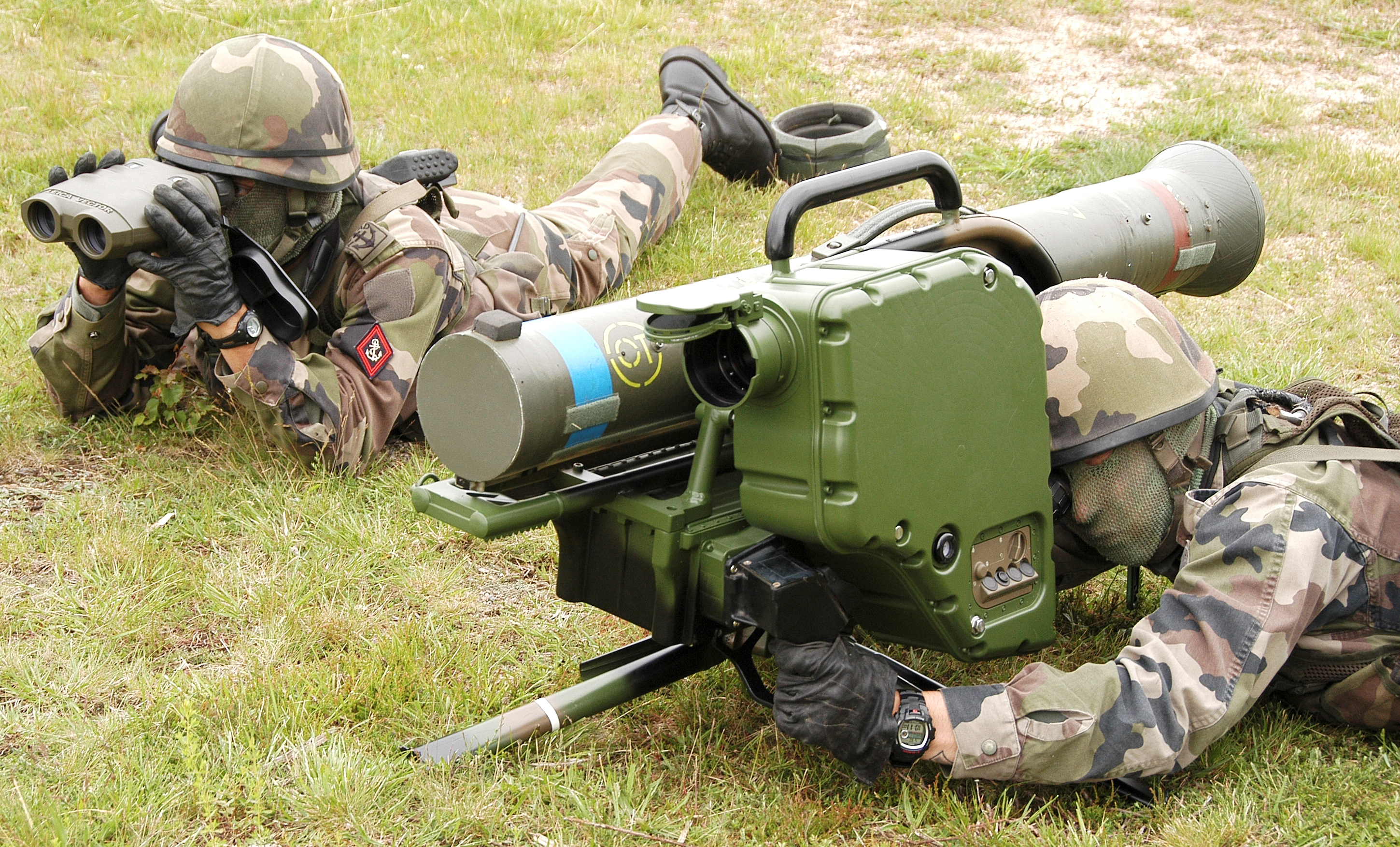
Présentation d'un poste de tir Milan ER par l'Armée de terre française.
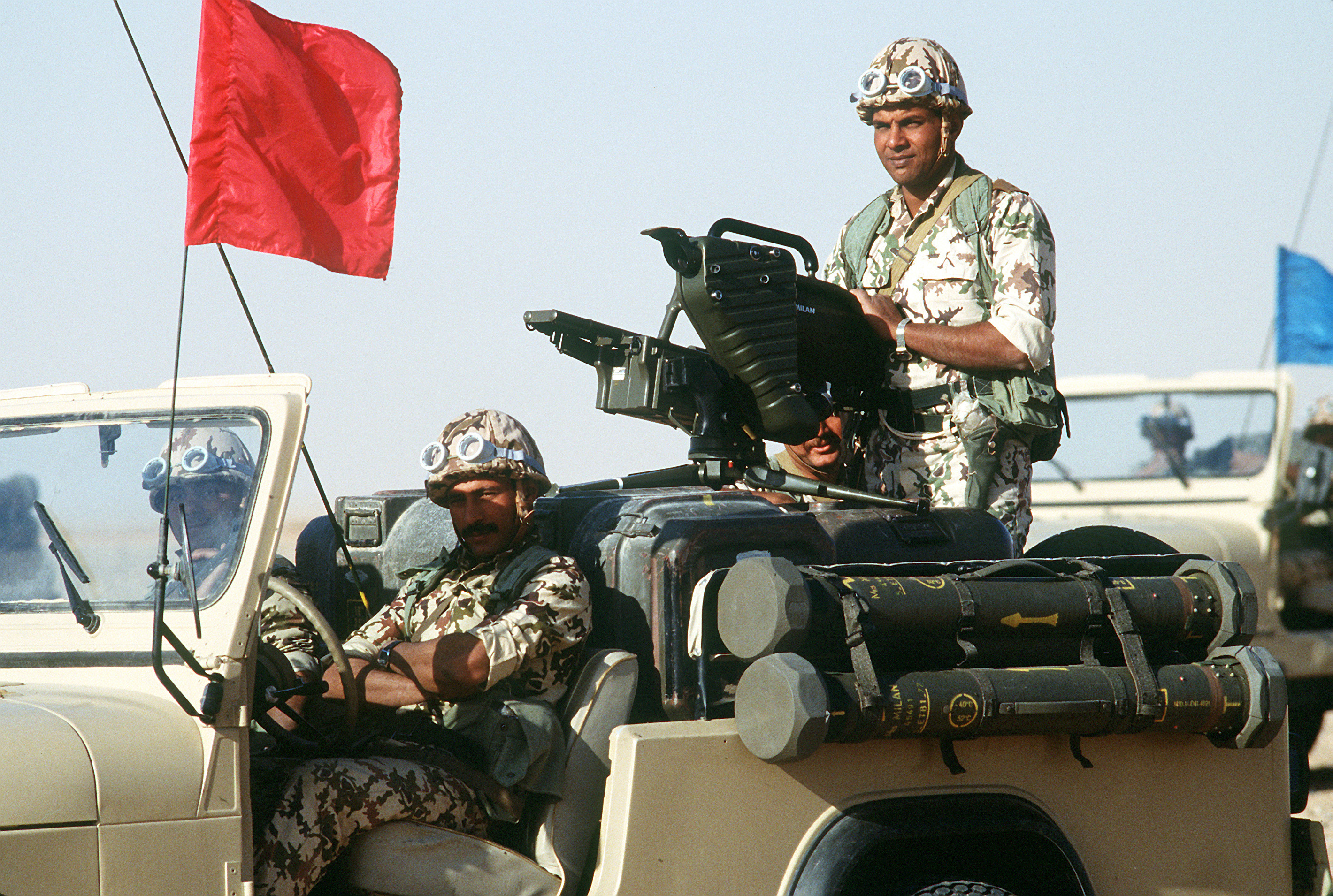
Une Jeep Wrangler égyptienne avec un poste de tir Milan en 1990.